# رامون دي كارديناس
رامون دي كارديناس باستور (9 أبريل 1884 - 31 أكتوبر 1943) محامي ولاعب كرة قدم إسباني لعب كلاعب خط وسط في نادي مدريد لكرة القدم (ريال مدريد حاليًا)، ونادي أتليتيك، وإسبانيول دي مدريد وأتلتيك دي مدريد ونادي فيزكايا. اشتهر بكونه الرئيس الرابع لنادي أتليتيكو مدريد (أتليتيكو مدريد حاليًا) بين عامي 1909 و1912. وهو شقيق المهندسين المعماريين مانويل دي كارديناس باستور وإغناسيو دي كارديناس باستور.

## مسيرة اللعب

### سكاي/نيو إف سي
وُلِد رامون في مدريد باعتباره ابنًا لرامون دي كارديناس إي باديا (1852-1926)، وهو صحفي وُلد في هافانا وهاجر إلى مدريد في نهاية القرن التاسع عشر وكان ينتمي إلى طبقة النبلاء الإسبان. وقد أبدى اهتمامًا كبيرًا بكرة القدم في شبابه، وسرعان ما أصبح أحد أوائل الشخصيات الكروية في العاصمة. كان رامون أحد لاعبي كرة القدم المتحمسين الذين انضموا ولعبوا لصالح نادي سكاي فوتبول، وهو أول نادٍ موجود في العاصمة على الإطلاق. ومع ذلك، فإن عدم الاستقرار داخل النادي منع تطوره، وبعد معاناته من انقسامين كبيرين في عامي 1900 و1901، قرر رامون مغادرة النادي في الانقسام الثالث، في 15 مارس 1902، لينضم إلى نادي مدريد لكرة القدم، الذي تم تأسيسه رسميًا في 6 مارس في الاجتماع سيئ السمعة الذي عقد في الغرفة الخلفية من أل كابريتشو. كانت آخر مباراة لعبها مع سكاي في 9 مارس، في مباراة ودية بين أعضاء النادي، كجزء من استعدادات سكاي لبطولة كأس التتويج القادمة، وهي البطولة السابقة لبطولة كأس ملك إسبانيا التي تأسست بعد عام واحد. في هذه المباراة، لعب رامون مع الفريق الأبيض وسجل هدفًا في خسارة 1-2.

### نادي مدريد لكرة القدم وإسبانيول دي مدريد
جنبًا إلى جنب مع جوليان بالاسيوس، والأخوة بادروس (كارلوس وخوان)، والأخوة جيرالت (خوسيه، أرماندو، ماريو) وأنطونيو نيرا، كان رامون عضوًا في أول موسم كامل لنادي مدريد لكرة القدم، في 1902–03. كان لاعب خط وسط قويًا، ومع ذلك كان واحدًا من العديد من اللاعبين الذين غادروا نادي مدريد لكرة القدم في نهاية عام 1903 لتشكيل ناديهم الخاص، إسبانيول مدريد، ومن بينهم أنطونيو نيرا والإخوة جيرالت. لعب رامون دورًا مهمًا في مساعدة إسبانيول مدريد على الفوز ببطولة المنطقة المركزية الإقليمية 1903-1904، وبالتالي التأهل إلى كأس ملك إسبانيا 1904، والتي انتهت بالجدل حيث لم يتمكنوا من المشاركة في النهائي، مما يعني إعلان نادي أتليتيك بطلاً.

### أتليتيك بلباو وأتلتيك مدريد
في عام 1905، بعد عامين مع نادي إسبانيول مدريد، قرر خوسيه وأرماندو جيرالت العودة إلى نادي مدريد لكرة القدم، وتبعهم رامون، ولكن على عكس الأخوين، لم يقبل مجلس إدارة مدريد عودته، لذلك انضم إلى نادي أتليتيك مدريد، فرع مدريد من نادي أتليتيك بلباو. ظل رامون مرتبطًا ارتباطًا وثيقًا بكلا الناديين، بالتناوب بين الجانبين. في عام 1907، اجتمع أفضل اللاعبين من أتليتيك وأونيون فيزكاينو لتشكيل نادي بيزكايا، الذي تم إنشاؤه خصيصًا للمشاركة في كأس ملك إسبانيا عام 1907، وانتخب رامون في القائمة النهائية، حيث ظهر إلى جانب أمثال خوان أرزواجا، والأخوين سينا (ألفونسو وميغيل)، وتشارلز سيمونز. ساعد هذا الفريق في الوصول إلى النهائي، حيث واجه ناديه السابق مدريد إف سي، وخسر 0-1 بفضل هدف متأخر من مانويل براست.

## رئاسة
وفي عام 1909 أصبح الرئيس الرابع في تاريخ النادي الرياضي. وفي الانتخابات، هزم بسهولة الرئيس آنذاك، ريكاردو دي جوندرا. وفي عهده نجح النادي في هزيمة نادي مدريد إف سي في مسابقة رسمية لأول مرة في تاريخه، وكان ذلك في 30 يناير 1909. ومع ذلك، لم تكن رئاسة رامون منتصرة إلى هذا الحد، حيث عانى النادي من نتائج رياضية سيئة، واقتصاد ضعيف، وانخفاض في عدد الأعضاء. في 22 يناير 1911، عندما ارتدى الفريق القميص الأحمر والأبيض لأول مرة على الإطلاق، حيث كان قمصانهم حتى ذلك الحين باللونين الأزرق والأبيض، وهي ألوان تأسيسهم مثل ألوان فريق بلباو. في عام 1912، تم استبداله بجوليان رويتي.

## الأوسمة
إسبانيول مدريد
- بطولة سنترو :
  - الأبطال (1) : 1903–04
- كأس ملك إسبانيا :
  - الوصيف (1) : 1904

نادي بيزكايا
- كأس ملك إسبانيا :
  - الوصيف (1) : 1907